# Chariesthes amoena
Chariesthes amoena là một loài bọ cánh cứng trong họ Cerambycidae.